# Der Rugard auf Rügen
Der Rugard auf Rügen ist ein Gemälde von Karl Friedrich Schinkel aus dem Jahr 1821. Es zeigt in einem ungewöhnlichen Panoramaformat einen realistischen Blick auf den Rugard, einer Erhebung in der weitläufigen Landschaft auf Rügen. Seit 1923 gehört es zur Sammlung der Alten Nationalgalerie, Berlin.

## Provenienz
Das Bild hat im ungewöhnlichen Querformat die Maße 51 × 132 cm. Ausgeführt ist es in der in der Maltechnik Öl auf kaschierter Leinwand. Unten rechts trägt es die Bezeichnung Schinkel 1821 / Rugard auf / Rügen. 1824 wurde es vermutlich von Friedrich Wilhelm III. bei der Akademieausstellung erworben. Aus seinem Nachlass ab 7. Juni 1840 verkaufte es sein Nachfolger Friedrich Wilhelm IV. 1842 an das damals geplante Schinkel-Museum (Inventar-Nr. SM A 17), später Beuth-Schinkel-Museum in der Berliner Bauakademie und 1923 kam es in die Verwaltung der Nationalgalerie (Inventar-Nr. NG 6/91).

## Beschreibung und Hintergrund
Es zeigt im Vordergrund mehrere, teilweise von Bäumen verdeckte, Gebäude, einige Menschen und eine Kutsche mit Pferden auf der Straße. Schinkels Standpunkt für die Skizze war der Kirchturm der St.-Marien-Kirche in Bergen auf Rügen. Der Blick schweift über die abendlich im Herbstlicht erscheinende Landschaft. Das Panorama erstreckt sich in ostnordöstlicher Richtung vom Prorer Wiek am rechten Bildrand über den Rugard in der Bildmitte. Von dort nach links erfasst Schinkels Blick den Großen Jasmunder Bodden und die Ausläufer der Granitz. Das Bild zeigt links im Hintergrund eine Holländerwindmühle bei Stedar, die heute nicht mehr existiert. Auf dem Wasser zwischen den Inseln sind einige Segelboote zu erkennen. Das Bild vom Rugard auf Rügen entstand zusammen mit zwei weiteren Landschaftsbildern, einer Ansicht vom Stubbenkammer (45 × 66 cm) und einem Blick auf Stettin von Frauendorf aus gesehen (ca. 50 × 130 cm). Beide Werke gingen im Zweiten Weltkrieg verloren. Ein weiteres ähnliches Gemälde der Pommerschen Landschaft, das ebenfalls nicht mehr existiert, war eine Aussicht auf das Stettiner Haff (Nr. 1521: Blick auf das Haff, 22 × 130 cm).

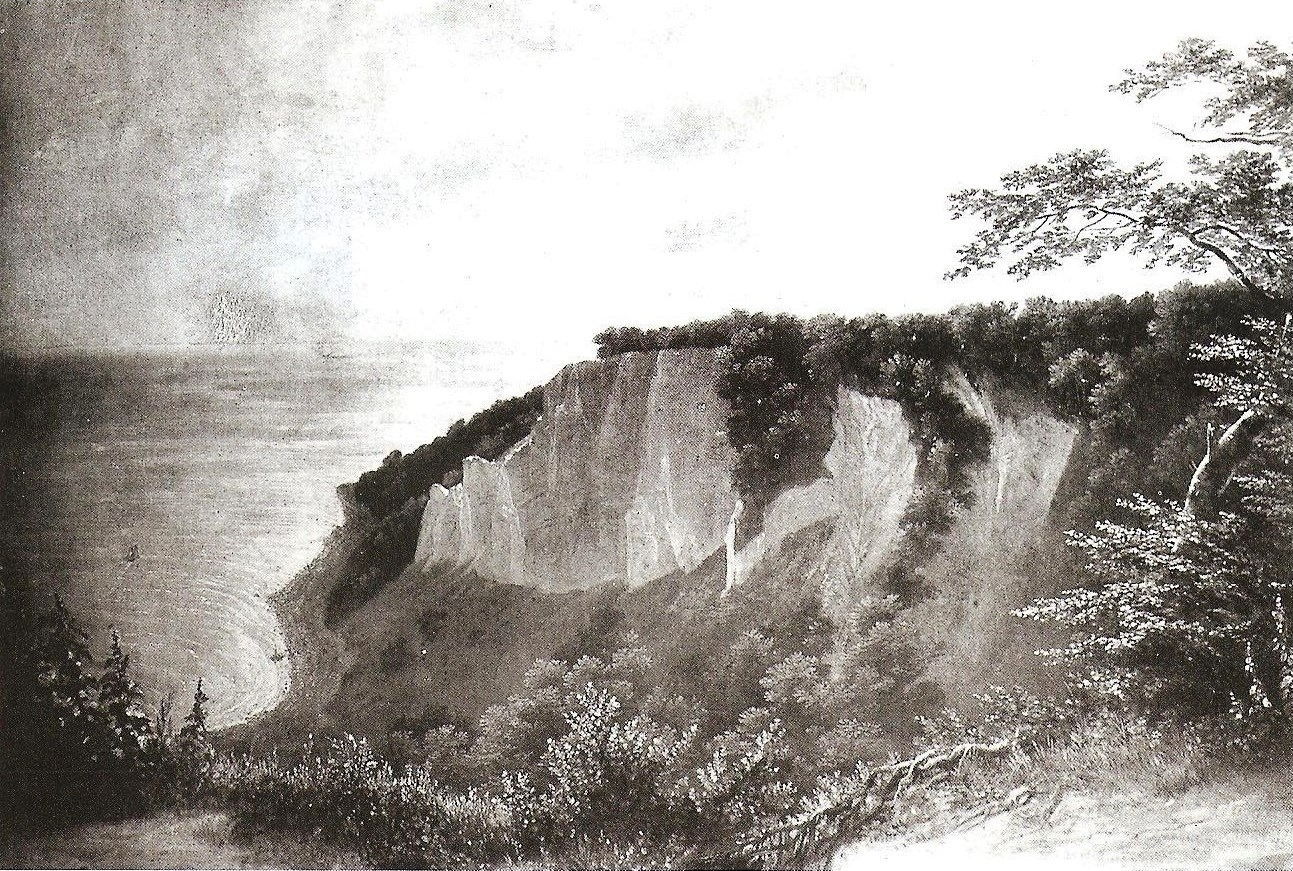
Stubbenkammer auf Rügen 1821

Im Herbst 1821 bereiste Schinkel gemeinsam mit seiner Frau Susanne eine Woche Lang die Insel Rügen. Von dort berichtete er seinem Freund Christian Daniel Rauch in einem Brief am 1. September über den Aufenthalt:
Schinkel knüpft mit dieser vom Format her ungewöhnlichen Arbeit an seine künstlerischen Anfänge an. Nach seiner Rückkehr von einer Italienreise 1805 gab es für ihn noch keine Möglichkeit als Architekt zu arbeiten. So entstanden für Ausstellungen gemalte Panoramen und Dioramen. In den 1820er Jahren machte Schinkels Verständnis der Malerei einem Veränderungsprozess durch. Waren seine Arbeiten zuvor geprägt von einem romantischen und patriotischen Bezug zu einem verklärten Mittelalter, als Folge der Befreiungskriege und des damit einher gehenden Zeitgeistes, setzte er nun auf eine naturgetreue Darstellung. Seine romantischen Landschaften bezeichnete er 1825 in einem Gespräch mit Johann Wolfgang von Goethe sogar als Jugendsünden.
Das Werk kam als Dauerleihgabe an das Germanische Nationalmuseum in Nürnberg. Das verlorengegangene Bildnis der Ansicht auf Stettin hatte die gleichen Abmessungen. Zu dem Bild fertigte Schinkel auch eine Bleistiftskizze, die sich in seinem Nachlass befand. Sie kam später in die Sammlung der Zeichnungen der Staatlichen Museen Berlins. Der Historiker Karl-Otto Konow beschrieb seinen Eindruck von dem Werk wie folgt:

„Die wirkliche, aber doch beseelte Landschaft. Gestaltung, Bildaufbau und Linienführung vermitteln einen Eindruck der Ruhe, der Klarheit und, dem Charakter der abgebildeten Landschaft entsprechend, einer gewissen Nüchternheit. Dabei läßt jedoch die Farbgebung beim Betrachter kein Gefühl der Kälte aufkommen. Der lichte Himmel, der mit seinen leuchtenden hellblauen Farbtönungen das ganze Bild überstrahlt und der zu dem satten Grün der Felder im Mittelgrund in deutlichem Kontrast steht, mutet südländisch an.“

## Ausstellungen (Auswahl)
- 1824: Berliner Akademieausstellung gemeinsam mit dem Blick auf Stettin (Nr. 586 und 587)[8]
- 1906: Ausstellung deutscher Kunst aus der Zeit von 1775–1875 Nationalgalerie Berlin (Nr. 1520)[9]
- 1926: Ausstellung älterer Berliner Kunst Nationalgalerie Berlin (Nr. 125)
- 24. Juli 1955 bis 8. Januar 1956: Deutsche Kunst des 19. Jahrhunderts im Revier Villa Hügel, Essen
- 5. Mai bis 21. Juni 1964: Konturen der Mitte. Europäische Jahrhunderte zwischen Ostsee und Karpaten. 1648–1848 Kunsthaus Bocholt
- 1965: Malerei des 19. Jahrhunderts Germanisches Nationalmuseum Nürnberg
- 8. März 2001 bis 13. Mai 2001: Spirit of an Age. Nineteenth-Century Paintings from the Nationalgalerie, Berlin National Gallery, London und im Anschluss vom 10. Juni 2001 bis 3. September 2001 National Gallery of Art, Washington, DC

Im Schinkel-Museum befand sich das Gemälde im sogenannten „Roten Zimmer mit Vorplatz“, einem der drei Arbeitszimmer in der ehemaligen Wohnung Schinkels.